# 江戸川区立鹿本中学校
江戸川区立鹿本中学校（えどがわくりつ しかもとちゅうがっこう）は、東京都江戸川区松本一丁目にある公立中学校。
千葉街道と環状七号線の交差点の角に位置し、隣には江戸川区総合体育館がある。

## 沿革
- 1947年 - 学校教育法により東京都江戸川区立鹿本中学校設立告示
- 1957年 - 特殊学級設置
- 1973年 - 難聴学級設置

## 所在地
- 東京都江戸川区松本一丁目36番1号

### アクセス
- 新小岩駅（南口）から

京成バス・都営バス新小71篠崎駅行き鹿本中学校前下車徒歩0分
京成バス瑞江駅・スポーツランド行き菅原橋下車徒歩5分
- 新小岩駅（北口）から

都営バス新小22葛西駅一之江駅行き鹿本中学校前下車徒歩0分

## 部活動一覧
運動部
- サッカー
- 軟式野球
- バドミントン（男女）
- バレーボール
- バスケットボール（男女）
- 卓球
- 水泳
- アクティ（5組）

文化部
- 吹奏楽
- 美術
- 手芸
- 手話ボランティア
- 科学
- 囲碁将棋
- 英語検定
- アクティ（5組）

## その他
- 中学校難聴学級と特別支援学級が設置されている。
- 吹奏楽の強豪校であり2009年には東日本吹奏楽大会のフェスティバル部門に出場し、2012年には5年連続金賞、初の東日本吹奏楽大会コンクール部門への出場を果たした。2016年には東日本吹奏楽大会コンクール部門出場し、金賞を受賞。また、東京都中学校吹奏楽連盟主催のアンサンブルコンテストで2012年に管楽器八重奏で金賞を受賞し、東京都アンサンブルコンテストに選出され銅賞を受賞した。2017年にも管楽八重奏で金賞を受賞し東京都中学校アンサンブルコンテストで金賞を受賞した。2018年には東京都中学校吹奏楽コンクール東日本部門で金賞代表を受賞。